# Принцип симетрії Шварца
Принцип симетрії Шварца (принцип симетрії, принцип Рімана — Шварца) — метод аналітичного продовження функцій комплексної змінної. 

## Формулювання
Нехай функція {\displaystyle f(z)}, є аналітичною (голоморфною) на деякій області {\displaystyle G\subset \{z\in \mathbb {C} \mid \Im \,(z)>0\}}  Далі, нехай множина {\displaystyle \partial G\cap \mathbb {R} } є непустою і містить відкритий відрізок {\displaystyle F} на дійсній прямій,  функція {\displaystyle f(z)} є неперервною на {\displaystyle G\cup F} і на множині {\displaystyle F} приймає виключно дійсні значення.
Тоді можна здійснити аналітичне продовження функції {\displaystyle f} з множини {\displaystyle G} на більшу множину {\displaystyle G\cup F\cup {\overline {G}}}, де {\displaystyle {\overline {G}}=\{z:{\overline {z}}\in G\}}, за допомогою функції:
{\displaystyle F(z)=f(z)} при {\displaystyle z\in G}
{\displaystyle F(z)={\overline {f({\overline {z}})}}} при {\displaystyle z\in {\overline {G}}}

## Доведення

### Лема
Нехай {\displaystyle D_{1}} і {\displaystyle D_{2}} — області (відкриті зв'язані множини) на комплексній площині і {\displaystyle D_{1}} є підмножиною верхньої відкритої півплощини, а {\displaystyle D_{2}} — підмножиною нижньої. Нехай відкритий відрізок {\displaystyle (a,b)} дійсної прямої є частиною границі і {\displaystyle D_{1}} і {\displaystyle D_{2}}. Якщо функції {\displaystyle f_{1}} і {\displaystyle f_{2}} є голоморфними у відповідно {\displaystyle D_{1}} і {\displaystyle D_{2}} і неперервними на множинах {\displaystyle D_{1}\cup (a,b)} та {\displaystyle D_{2}\cup (a,b)} то на області {\displaystyle D_{1}\cup (a,b)\cup D_{2}} функція визначена як
{\displaystyle f(z)={\begin{cases}f_{1}(z),&\forall z\in D_{1}\cup (a,b)\\f_{2}(z),&\forall z\in D_{2}\end{cases}}}
є голоморфною.

#### Доведення леми
З умов леми випливає, що функція {\displaystyle f} є неперервною в {\displaystyle D}. Згідно теореми Морери вона буде голоморфною у {\displaystyle D} якщо інтеграл від неї по границі будь-якого трикутника {\displaystyle \Delta } є рівним нулю. 
Якщо трикутник {\displaystyle \Delta } із своєю границею належить {\displaystyle D_{1}} або {\displaystyle D_{2}}, згідно інтегральної теореми Коші інтеграл від {\displaystyle f} по границі є рівним нулю адже за означенням {\displaystyle f} є голоморфною у {\displaystyle D_{1}} і {\displaystyle D_{2}}. 
Нехай відрізок {\displaystyle (a,b)} ділить трикутник на дві частини {\displaystyle \Delta _{1}} і {\displaystyle \Delta _{2}} (в залежності від типу поділу одна частина може бути чотирикутником, а інша — трикутником або обидві трикутниками) і позначимо {\displaystyle \gamma =(a,b)\cup \Delta .} Тоді {\textstyle \int _{\partial \Delta }f(z)dz=\int _{\partial \Delta _{1}}f(z)dz+\int _{\partial \Delta _{2}}f(z)dz} і достатньо довести рівність нулю інтегралів у правій частині рівності. 
Розглянемо ту із частин {\displaystyle \Delta _{1}} і {\displaystyle \Delta _{2}} яка належить нижній замкнутій півплощині і позначимо її {\displaystyle B}, для іншої частини доведення буде аналогічним. Нехай додатне число {\displaystyle h} є достатньо малим щоб пряма {\displaystyle \Im (z)=-h} паралельна дійсній осі (і тому також відрізку {\displaystyle \gamma ,} що є однією із сторін {\displaystyle B}) перетинала дві і лише дві із сторін {\displaystyle B}. Позначимо через {\displaystyle T_{h}} трапецію, яка відсікається від {\displaystyle B} цією прямою і  {\displaystyle B_{h}=B\setminus T_{h}.} Тоді 
{\displaystyle \int _{\partial B}f(z)dz=\int _{\partial T_{h}}f(z)dz+\int _{\partial B_{h}}f(z)dz=\int _{\partial T_{h}}f(z)dz}
де остання рівність є наслідком інтегральної теореми Коші адже {\displaystyle B_{h}} із границею належить області {\displaystyle D_{2}} на якій функція {\displaystyle f} є голоморфною.
Якщо позначити {\displaystyle \gamma '} перетин {\displaystyle B} із прямою {\displaystyle \Im (z)=-h} то {\displaystyle \gamma } і {\displaystyle \gamma '} є основами трапеції {\displaystyle T_{h}}. Можна припустити, що {\displaystyle \gamma } є меншою із цих сторін (інший випадок розглядається аналогічно). Коли {\displaystyle h} прямує до нуля то і довжини бічних сторін і різниця довжин {\displaystyle \gamma '} і {\displaystyle \gamma } прямують до нуля як і внесок відповідних частин границі трапеції у інтеграл {\textstyle \int _{\partial T_{h}}f(z)dz} адже функція {\displaystyle f} є неперервною і тому обмеженою на {\textstyle \partial T_{h}.}
Більш конкретно можна записати 
{\displaystyle \int _{\partial T_{h}}f(z)dz=\int _{\gamma }f(z)dz+\int _{\gamma '}f(z)dz+O(h)=\int _{\gamma }f(z)-f(z-hi)dz+O(h).}
Оскільки функція {\displaystyle f} є рівномірно неперервною на {\displaystyle \Delta }, то підінтегральна функція у крайній правій частині попередньої рівності рівномірно прямує до нуля коли {\displaystyle h} прямує до нуля, а тому і інтеграл {\textstyle \int _{\partial T_{h}}f(z)dz} прямує до. Але цей інтеграл є рівним інтегралу {\textstyle \int _{\partial B}f(z)dz} значення якого не залежить від {\displaystyle h} отже обидва ці інтеграли є рівними нулю. 
Якщо {\displaystyle \Delta } перетинається з {\displaystyle (a,b)} лише однією стороною то замість двох частин  {\displaystyle \Delta _{1}} і {\displaystyle \Delta _{2}} буде лише одна, для якої доведення аналогічне. Якщо перетин є лише по одній вершині то є теж лише одна частина і замість трапеції {\displaystyle T_{h}} у доведенні вище є трикутник периметр якого прямує до нуля коли  {\displaystyle h} прямує до нуля і тому відповідний інтеграл теж є рівним нулю. Отже і в цих випадках твердження леми є справедливим.

### Доведення принципу симетрії
Оскільки функція {\displaystyle f(z)} є голоморфною на {\displaystyle G}, то {\displaystyle {\overline {f({\overline {z}})}}} є голоморфною на {\displaystyle {\overline {G}}}. Дійсно, якщо {\displaystyle f(z)=f(x+yi)=u(x,y)+v(x,y)i,} де {\displaystyle u,v\ } — дійсні функції дійсних змінних, то {\displaystyle {\overline {f({\overline {z}})}}=u(x,-y)-v(x,-y)i.} Дійсна і уявна частини {\displaystyle {\overline {f({\overline {z}})}}} очевидно диференційовні по {\displaystyle x,y}, якщо це справедливо для {\displaystyle f(z)}. Також оскільки відповідні похідні функції {\displaystyle f(z)} задовольняють умови Коші — Рімана і тому {\displaystyle {\frac {\partial u}{\partial x}}={\frac {\partial (-v)}{\partial (-y)}}} і {\displaystyle {\frac {\partial u}{\partial (-y)}}=-{\frac {\partial (-v)}{\partial x}}} тож функція {\displaystyle {\overline {f({\overline {z}})}}} теж задовольняє умови Коші — Рімана і тому є голоморфною. 
Оскільки {\displaystyle G} є підмножиною верхньої комплексної півплощини, то {\displaystyle {\overline {G}}} є підмножиною нижньої комплексної півплощини. 
Також якщо змінна {\displaystyle z} прямує до {\displaystyle x\in F} у {\displaystyle {\overline {G}}} то і {\displaystyle {\overline {z}}} прямує до {\displaystyle x} у {\displaystyle G} і тоді {\displaystyle {\overline {f({\overline {z}})}}} прямує до {\displaystyle f(x).} Тому функція 
{\displaystyle f_{2}(z)={\begin{cases}{\overline {f({\overline {z}})}},&\forall z\in {\overline {G}}\\f(x),&\forall x\in F\end{cases}}}
є голоморфною на {\displaystyle {\overline {G}}} і неперервною на {\displaystyle {\overline {G}}\cup F} і функції {\displaystyle f} і {\displaystyle f_{2}} є рівними на {\displaystyle F} і приймають там дійсні значення.
Тому функції {\displaystyle f_{1}=f} і {\displaystyle f_{2}} задовольняють умови леми із {\displaystyle D_{1}=G,\ D_{2}={\overline {G}}} і {\displaystyle (a,b)=F,} і відповідне продовження на {\displaystyle G\cup F\cup {\overline {G}}} є голоморфним.

## Узагальнення
Припустимо, що задані області розширеної комплексної площини (сфери Рімана) {\displaystyle G_{1},G_{2}\subset \mathbb {\overline {C}} }, далі, {\displaystyle \gamma _{1}\subset G_{1},\gamma _{2}\subset G_{2}} — дуги кіл на сфері Рімана (колам на сфері Рімана відповідають кола та прямі лінії звичайної комплексної площини). Позначимо через {\displaystyle G_{1}^{*}} область, яка симетрична {\displaystyle G_{1}} щодо {\displaystyle \gamma _{1}}, аналогічно визначається {\displaystyle G_{2}^{*}}.
Для визначення симетрії щодо кола використовується поняття інверсії. Тепер, якщо {\displaystyle f} аналітично (голоморфно) відображає {\displaystyle G_{1}} на {\displaystyle G_{2}}, при тому {\displaystyle f(\gamma _{1})=\gamma _{2}}, тоді {\displaystyle f} може бути аналітично продовжена до аналітичного відображення {\displaystyle G_{1}\cup \gamma _{1}\cup G_{1}^{*}} на {\displaystyle G_{2}\cup \gamma _{2}\cup G_{2}^{*}}.
Таке продовження є єдиним і визначається в такий спосіб: якщо {\displaystyle z\in G_{1},z\in G_{1},z^{*}\in G_{1}^{*}} є симетричними відносно {\displaystyle \gamma _{1}} і {\displaystyle f(z)=w\in G_{2}} то {\displaystyle f(z^{*})=w^{*},} де {\displaystyle w^{*}} є симетричним до {\displaystyle w} відносно дуги {\displaystyle \gamma _{2}.}